# LGM-30 Minuteman
Minuteman bezeichnet eine Serie von Interkontinentalraketen aus den Vereinigten Staaten. Die Minuteman-Raketen waren bei ihrer Einführung die ersten Interkontinentalraketen mit Feststoffraketentriebwerken sowie später die ersten Raketen mit MIRV-Gefechtsköpfen. Benannt sind sie nach der Minutemen-Miliz.

## Entwicklung
In den 1950er-Jahren hatte das Strategic Air Command (SAC) die Interkontinentalraketen CGM-16 Atlas und LGM-25 Titan im Bestand. Diese Raketen verfügten über Flüssigkeitsraketentriebwerke und verwendeten toxische Kraftstoffe. Dies führte zu einem hohen Wartungsaufwand und die Raketen hatten, wenn sie einmal betankt waren nur eine beschränkte Lebensdauer. Weiter kam es bei Wartungsarbeiten bei den stationierten Titan-Raketen wiederholt zu Unfällen. Ebenso wurde für den Start dieser Raketen eine längere Vorbereitungszeit benötigt. Mitte der 1950er-Jahre gelang es der United States Navy mit der U-Boot-gestützten ballistischen Rakete UGM-27 Polaris erstmalig ein Feststoffraketentriebwerk mit großem Rumpfdurchmesser und damit einer großen Reichweite zu entwickeln. Angespornt durch die Erfolge der United States Navy entwickelte das Verteidigungsministerium der Vereinigten Staaten noch während des Atlas-Entwicklungsprogramms das Konzept einer Feststoff-Interkontinentalrakete. Federführend dabei war Oberst Edward N. Hall, welcher schlussendlich den Anstoß zur Entwicklung einer dreistufigen Feststoff-Interkontinentalrakete gab. Im Februar 1958 formulierte das Verteidigungsministerium der Vereinigten Staaten eine Bedarfsforderung an die Industrie. Diese sollte für die United States Air Force eine Feststoff-Interkontinentalrakete entwickeln, welche in Raketensilos oder mobil auf Eisenbahnzügen stationiert werden konnte. Im Rahmen der anschließenden Ausschreibung reichten 14 Firmen ihre Angebote ein. Im Oktober 1958 bekam Boeing den Zuschlag für die Entwicklung der HSM-80 Minuteman.
Dem Minuteman-Projekt wurde vom Kabinett Eisenhower höchste Priorität zugesprochen. Zwischen September 1959 und Mai 1960 wurden mit den einzelnen Raketenstufen 18 Teststarts durchgeführt. Am 1. Februar 1961 erfolgte ab der Startrampe vom Launch Complex 31 der Cape Canaveral Space Force Station der erster Teststart einer kompletten HSM-80 Minuteman IA-Rakete. Am 30. August 1961 erfolgte der Startversuch einer Minuteman IA-Rakete aus einem Raketensilo vom Launch Complex 31, welcher mit einer Explosion der Rakete endete. Am 17. November 1961 glückte ein Minuteman 1A-Start mit einem anschließenden Flug über rund 9.000 km. Im Dezember 1961 strich das Kabinett Kennedy die Eisenbahn-Version aus Termin- und Kostengründen. Am 29. Juni 1962 erfolgte der erste erfolgreiche Start einer Minuteman I-Rakete aus einem Raketensilo. Nachdem bereits im Februar 1961 auf der Vandenberg Space Force Base mit dem Bau von sieben Minuteman-Raketensilos begonnen worden war, erfolgten ab September 1962 Teststarts aus diesen Silos. Am 23. Juli 1962 trafen die ersten 20 Minuteman I-Raketen auf der Malmstrom Air Force Base ein und im Dezember 1962 gingen diese Raketen in Bereitschaft. Im Juni 1963 erfolgte die Umbenennung von HSM-80 Minuteman I zu LGM-30A Minuteman I. In den darauffolgenden Jahren wurden die Minuteman-Raketen weiterentwickelt und modernisiert. Es folgten die LGM-30B Minuteman I (1963), die LGM-30F Minuteman II (1966) und die LGM-30G Minuteman III (1970). Die Produktion der Minuteman-Raketen endete im Januar 1977, nachdem über 2.400 Raketen produziert wurden.

## Technik

### Rakete

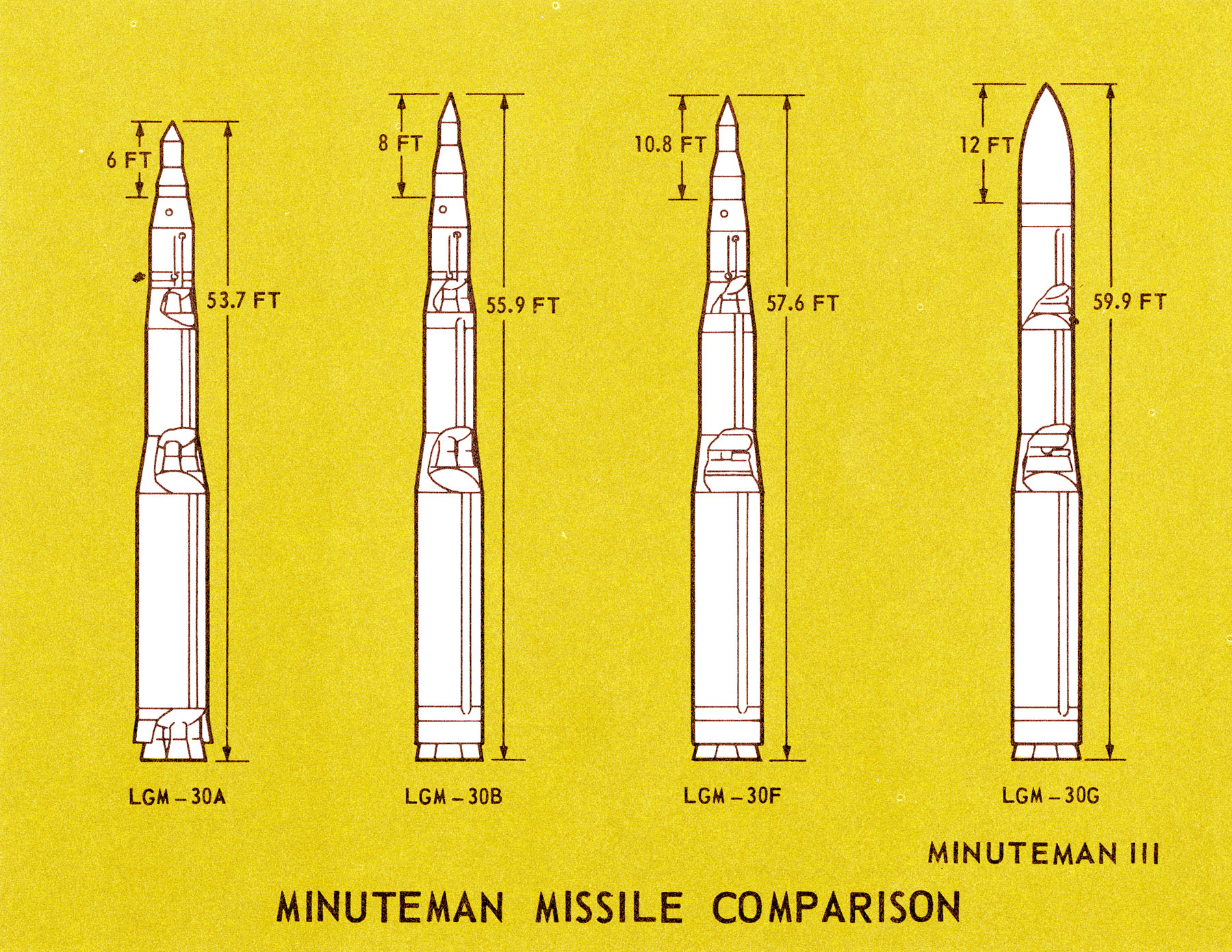
Verschiedene Versionen (v.l.n.r)
LGM-30A Minuteman IA
LGM-30B Minuteman IB
LGM-30F Minuteman II
LGM-30G Minuteman III

Die LGM-30 Minuteman-Raketen sind dreistufige Interkontinentalraketen mit Feststoffantrieb. Gegenüber einem Flüssigkeitsraketentriebwerk ist dieser wesentlich kompakter. Weiter sind die Raketen nahezu wartungsfrei und der Raketenstart kann innerhalb von Minuten erfolgen. Als Treibstoff wird Ammoniumperchlorat-Verbundtreibstoff (APCP) verwendet. Für die Beplankung der Raketenstufen wird je nach Version rostfreier Stahl, Titan und Glasfaserverstärkter Kunststoff verwendet. Alle Minuteman-Raketen verwenden dieselbe erste Raketenstufe. Die Raketen unterschieden sich in den zweiten und dritten Raketenstufen sowie in den Gefechtsköpfen. Die Düsen der drei Raketenstufen sind starr verbaut und die Richtungs-Steuerung während des Betriebs erfolgt durch Einspritzen von flüssigem Inertgas in den Schubstrahl. Die Raketen haben eine typisch zylinderförmige Rumpfgeometrie mit einer ogivalen Raketenspitze. Die Raketen können grob in vier Sektionen aufgeteilt werden: Die drei übereinander angebrachten Raketenstufen sowie die Gefechtskopfsektion. Die dritte Raketenstufe verfügt über eine Schubterminierung. Zu diesem Zweck sind an dieser Raketenstufe kopfseitig Öffnungen angebracht, die zum gewünschten Zeitpunkt aufgesprengt werden, wobei sich der Innendruck in der Treibstoffkammer schlagartig reduziert. Oberhalb vom Raketenmotor der dritten Raketenstufe befindet sich das Instrumentenfach. In diesem ist die Lenkeinheit, die aus einem Trägheitsnavigationssystem mit einem Steuersystem besteht verbaut. Für die Übermittlung der Steuerbefehle verläuft auf der Raketenoberfläche ein Kabelkanal zum Raketenheck. Zuoberst auf den Raketenstufen ist die Gefechtskopfsektion mit dem Wiedereintrittskörper aufgesetzt. Dieser wird mit Bremsraketen, die sich oben auf der dritten Raketenstufe befinden abgetrennt.

### Raketensilo
Die Minuteman-Raketen werden mit Sattelschleppern aus dem Herstellerwerk zu den Raketensilos transportiert. Dort werden sie in das Silo abgesenkt und danach wird das Silo mit der Abdeckung verschlossen. Jedes WS-133-Raketensilo kann eine Minuteman-Rakete aufnehmen. Das Raketensilo entspricht einem stehenden Hohlzylinder mit einer Tiefe von rund 27 m sowie einem Innendurchmesser von 3,66 m. Die Silowände und die Abdeckung bestehen aus Stahlbeton. Die horizontal bewegliche Abdeckung ist 1,07 m dick und wiegt rund 100 Tonnen. Im Innern des Raketensilos befindet sich eine Klimaanlage, welche für eine optimale Temperatur für den Raketentreibstoff sorgt. Weiter ist ein Stromerzeugungsaggregat und Bleiakkumulatoren, welche später durch Lithium-Thionylchlorid-Batterien ersetzt wurden, verbaut. Die Rakete ist im Siloinnern auf Stoßdämpfern abgestellt und im unteren Bereich mit Drahtseilen an der Silowand fixiert. Damit soll die Rakete Erschütterungen durch Kernwaffenexplosionen aushalten können. Die Minuteman I/II-Silos sollen einem Außendruck von rund 82,7 bar (8,2 MPa) standhalten. Die verbesserten Minuteman III-Silos sind für einen maximalen Außendruck von rund 137,9 bar (13,7 MPa) ausgelegt. Die einzelnen Silos haben einen Mindestabstand von etwa 10 km zueinander. Jeweils 10 Raketensilos sind mit einem Launch Control Center (LCC) verbunden. Von dort aus werden die Raketen überwacht und gestartet.

## Varianten

### LGM-30A/B Minuteman I
LGM-30A Minuteman IA

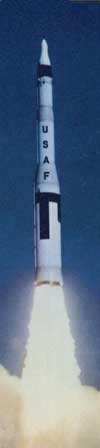
Minuteman I beim Start in Cape Canaveral

Die LGM-30A Minuteman IA ging erstmals im Dezember 1962 Bereitschaft. Bei ihrer Einführung war sie die weltweit erste Interkontinentalrakete mit Feststoffantrieb die in Serie hergestellt wurde. Die Rakete hatte eine Länge von 16,36 m und wog rund 29.400 kg. Die Rakete verwendete als erste Raketenstufe die Thiokol M55-Stufe. Diese hatte vier Düsen und entwickelte am Boden einen Startschub von 933 kN. Die Stufe hatte einen Durchmesser von 1.680 mm, war 5,67 m lang und wog 23.247 kg, wovon 20.716 kg auf den Treibstoff entfielen. Die Beplankung bestand aus rostfreiem und hitzebeständigen D6AC-Stahl. Die zweite Aerojet M56-Raketenstufe hatte ebenfalls vier Düsen und entwickelte einen Schub von 267 kN. Die Stufe hatte einen Durchmesser von 1.128 mm, eine Länge von 2,77 m und war 5.455 kg schwer, wovon 4.708 kg auf den Treibstoff entfielen. Die Beplankung bestand aus einer Titanlegierung. Die dritte Hercules Inc. M57-Stufe mit vier Düsen entwickelte einen Schub von 156 kN. Diese Stufe hatte einen Durchmesser von 945 mm, war 1,55 m lang und wog 2.034 kg, wovon 1.664 kg auf den Treibstoff entfielen. Die Beplankung bestand aus glasfaserverstärktem Kunststoff. Die Gefechtskopfsektion hatte eine Länge von 1,83 m. Verwendet wurde ein Mk 5-Wiedereintrittskörper mit einem W59-Nukleargefechtskopf. Diese Wasserstoffbombe hatte ein Gewicht von rund 250 kg und eine Sprengleistung von 1.000 kT. Zur Lenkung wurde das NS-10-Trägheitsnavigationssystem sowie die D-17-Lenkeinheit mit einem Analog-Digital-Umsetzer verwendet. In der Lenkeinheit konnte ein einzelnes Ziel gespeichert werden. Die LGM-30A Minuteman IA hatte eine maximale Schussdistanz von 9.600 km. Je nach Schussdistanz wurde ein Streukreisradius (CEP) von 2,0–2,4 km erzielt.
Insgesamt wurden 150 LGM-30A Minuteman IA auf der Malmstrom Air Force Base stationiert. Bis zum Juni 1965 wurde alle LGM-30A Minuteman IA durch die LGM-30B Minuteman IB ersetzt.
LGM-30B Minuteman IB
Die LGM-30B Minuteman IB ging erstmals im April 1963 in Bereitschaft. Gegenüber dem Vorgängermodell wurde die zweite Raketenstufe verbessert. Weiter wurde die verbesserte D-17B-Lenkeinheit verwendet, in der nun zwei Ziele gespeichert waren. Da die Raketen bei einem Angriff auf die Sowjetunion über den Nordpol fliegen würden, wurden in der Lenkeinheit auch die dort vorkommenden Gravitationsanomalien berücksichtigt. Damit konnte der Streukreisradius der Minuteman IB auf rund die Hälfte des Vorgängermodelles reduziert werden. Die Rakete hatte eine Länge von 17,03 m und wog rund 29.500 kg. Die neue Gefechtskopfsektion hatte eine Länge von 2,44 m. Verwendet wurde ein Mk 11A-Wiedereintrittskörper mit einem W56-Nukleargefechtskopf. Diese Wasserstoffbombe hatte ein Gewicht von rund 270 kg und eine Sprengleistung von 1.200 kT. Die LGM-30B Minuteman IB hatte eine maximale Schussdistanz von 10.100 km und je nach Schussdistanz wurde ein Streukreisradius (CEP) von 0,69–1,1 km erzielt.
Im Rahmen der STRAT-X-Studie wurde im Oktober 1974 eine Minuteman IB aus einem Flugzeug abgeworfen und gestartet. Dabei wurde die Rakete auf einer Transportpalette aus einer C-5 „Galaxy“ abgeworfen. Der Abwurf geschah in einer Höhe von rund 6.100 m über dem Pazifik. Nachdem die Rakete sich von der Transportpalette gelöst hatte und mit einem Fallschirm abgebremst worden war, zündete in rund 2.400 m Höhe das Raketentriebwerk. Die 10-sekündige Triebwerkszündung beförderte die Minuteman IB wieder auf rund 6.100 m, bevor das Triebwerk abgeschaltet wurde und die Rakete ins Meer fiel. Trotz einer positiven Bilanz wurde aufgrund von technischen und sicherheitspolitischen Bedenken zukünftig auf dieses Startverfahren verzichtet.
Insgesamt wurden 650 LGM-30B Minuteman IB auf der Ellsworth Air Force Base (150), Minot Air Force Base (150), Francis E. Warren Air Force Base (200), und auf der Whiteman Air Force Base (150) stationiert. Ab 1966 wurde die LGM-30B Minuteman IB durch die LGM-30F Minuteman II ersetzt. Die letzte Minuteman IB wurde im Jahr 1969 ausgesondert.

### LGM-30F Minuteman II

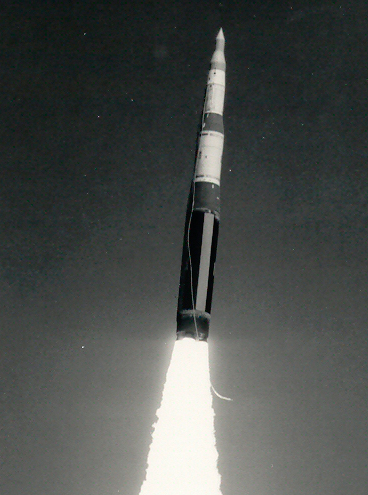
Minuteman II beim Start in Vandenberg

Nachdem die ursprünglich geplante Stationierung auf Eisenbahnzügen gestrichen wurde, konnten die für einen Bahntransport notwendigen Größen- und Gewichtsbeschränkungen aufgegeben werden. Daraufhin entstand ab Ende 1962 die LGM-30F Minuteman II. Der erste Teststart erfolgte am 24. September 1964. Der erste Start aus einem Raketensilo erfolgte am 18. August 1965 auf der Vandenberg Space Force Base. Die Minuteman II ging im April 1966 erstmals in Bereitschaft. Minuteman II verwendete eine neue zweite Raketenstufe vom Typ SR19-AJ-1 von Aerojet. Die Stufe hatte eine einzelne Düse und entwickelte einen Schub von 268 kN. Die Stufe hatte einen Durchmesser von 1.311 mm, war 2,77 m lang und wog 7.291 kg, wovon 6.205 kg auf den Treibstoff entfielen. Die Beplankung bestand aus einer Titanlegierung. Die Rakete hatte eine Länge von 17,56 m und wog rund 33.100 kg. Minuteman II war mit dem neuen NS-17-Trägheitsnavigationssystem sowie der D-37-Lenkeinheit mit Halbleitertechnik mit 2.000 Mikroprozessoren ausgerüstet. In der D-37-Lenkeinheit konnten acht Ziele gespeichert werden. Um alle 50 Raketen einer Staffel auf neue Ziele umzuprogrammieren, wurden rund 36 Stunden benötigt. Anfänglich galt die D-37-Lenkeinheit als fehleranfällig. Erst durch Nachbesserungen konnte die Fehlerhäufigkeit verringert werden. Die Lenkeinheit sowie der Gefechtskopf waren gegen Elektromagnetische Impulse von Kernwaffenexplosionen im Weltraum geschützt. In der vergrößerten Gefechtskopfsektion konnten neben dem Gefechtskopf auch Düppel oder Tracor Mk 1-Täuschkörper transportiert werden. Die Gefechtskopfsektion hatte eine Länge von 3,29 m. Verwendet wurde anfänglich der Mk 11B und ab 1984 der Mk 11C-Wiedereintrittskörper mit einem W56-Nukleargefechtskopf. Dieser hatte eine Sprengleistung von 1.200 kT. Die LGM-30F Minuteman II hatte eine maximale Schussdistanz von 11.300 km. Mit dem Mk 11B-Wiedereintrittskörper wurde ein Streukreisradius (CEP) von 480 m erzielt. Mit dem späteren Mk 11C-Wiedereintrittskörper betrug der Streukreisradius 370 m.
Insgesamt wurden 500 LGM-30F Minuteman II auf der Malmstrom Air Force Base (200), Whiteman Air Force Base (150) sowie auf der Grand Forks Air Force Base (150) stationiert. Sie ersetzen dort das Vorgängermodell Minuteman I. Ab 1992 wurde Minuteman II durch die Minuteman III ersetzt. Die letzte Minuteman II wurde 1994 ausgesondert und das letzte Minuteman II-Silo wurde 1998 gesprengt.

### LGM-30G Minuteman III

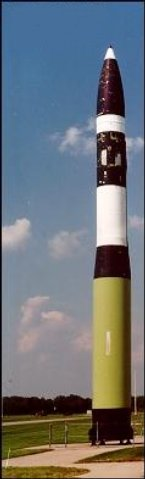
Minuteman III

Die Entwicklung der Minuteman III begann im Juli 1965 und am 16. August 1968 erfolgte der erste Teststart. Der erste Silo-Start wurde am 11. April 1969 durchgeführt. Die Minuteman III ging im April 1970 erstmals in Bereitschaft und befindet sich bis jetzt im Einsatz. Bei ihrer Einführung war sie die weltweit erste Interkontinentalrakete mit MIRV-Gefechtsköpfen. Minuteman III verwendet eine neue dritte Raketenstufe vom Typ SR73-AJ/TC-1 von Aerojet/Thiokol. Die neue Stufe entwickelt einen Schub von 153 kN. Sie hat denselben Durchmesser wie die zweite Raketenstufe und verwendet eine einzelne Düse. Die Stufe ist 1,67 m lang und wiegt 3.718 kg, wovon 3.308 kg auf den Treibstoff entfallen. Die Beplankung besteht aus glasfaserverstärktem Kunststoff. Auf der dritten Raketenstufe ist die 3,66 m lange Gefechtskopfsektion aufgesetzt. Unter der Nutzlastverkleidung ist der Wiedereintrittskörperträger (englisch Post Boost Vehicle oder Bus) platziert. Im Wiedereintrittskörperträger befindet sich die Lenkeinheit der Rakete und der Träger kann mit bis zu drei MIRV-Gefechtsköpfen beladen werden. Daneben können auch Düppel und Täuschkörper transportiert werden. Angetrieben wird der Wiedereintrittskörperträger von einem Aerojet Rocketdyne RS-14-Flüssigkeitsraketentriebwerk mit 1,40 kN Schub. Weiter sind am Wiedereintrittskörperträger sechs Raketenmotoren mit jeweils 0,1 kN Schub zur Lageregelung sowie vier Raketenmotoren mit jeweils 0,08 kN Schub für die Rollbewegungen montiert. Die Wurfmasse der Minuteman III beträgt 1.150 kg. Die ersten Minuteman III verwendeten zur Lenkung das NS-20-Trägheitsnavigationssystem sowie die D-37D-Lenkeinheit. Die Rakete hat eine Länge von 18,20 m und wiegt rund 35.300 kg. Die LGM-30G Minuteman III hat eine minimale Schussdistanz von rund 3.000 km sowie eine maximale von rund 12.000 km. Die ersten Minuteman III waren mit drei Mk 12-Wiedereintrittskörpern mit jeweils einem W62-Nukleargefechtskopf bestückt. Der kegelförmige Mk 12-Wiedereintrittskörper hatte an der Basis einen Durchmesser von 53 cm und eine Länge von 1,82 m. Das Gewicht des Wiedereintrittskörpers betrug rund 362 kg, wovon 115 kg auf den Nukleargefechtskopf entfielen. Der W62-Nukleargefechtskopf hatte eine Sprengleistung von 170 kT. Mit den Mk 12-Wiedereintrittskörpern wurde ein Streukreisradius (CEP) von 220 m erzielt.
Insgesamt wurden 550 LGM-30G Minuteman III auf der Malmstrom Air Force Base (200), Minot Air Force Base (150), Francis E. Warren Air Force Base (150), sowie auf der Grand Forks Air Force Base (50) stationiert. Die Minuteman III sind in nachträglich verstärkten Silos der Vorgängermodelle oder in neu erstellten Silos stationiert.
Während der Dienstzeit wurde die Minuteman III mehrfach modernisiert und weiterentwickelt. Mitte der 1970er-Jahre wurden die Lenkeinheiten modernisiert. Mit dieser wurde die Zielgenauigkeit der Rakete verbessert und das Gebiet vergrößert, über die der Wiedereintrittskörperträger die MIRV-Gefechtsköpfe verteilen kann. Weiter wurde auf den Raketenbasen ein Command Data Buffer System installiert. Mit diesem konnte eine Minuteman III-Rakete in weniger als 25 Minuten auf neue Ziele umprogrammiert werden. Für alle 50 Raketen einer Staffel werden für die Umprogrammierung rund 10 Stunden benötigt.
Interim hard Target kill Capability

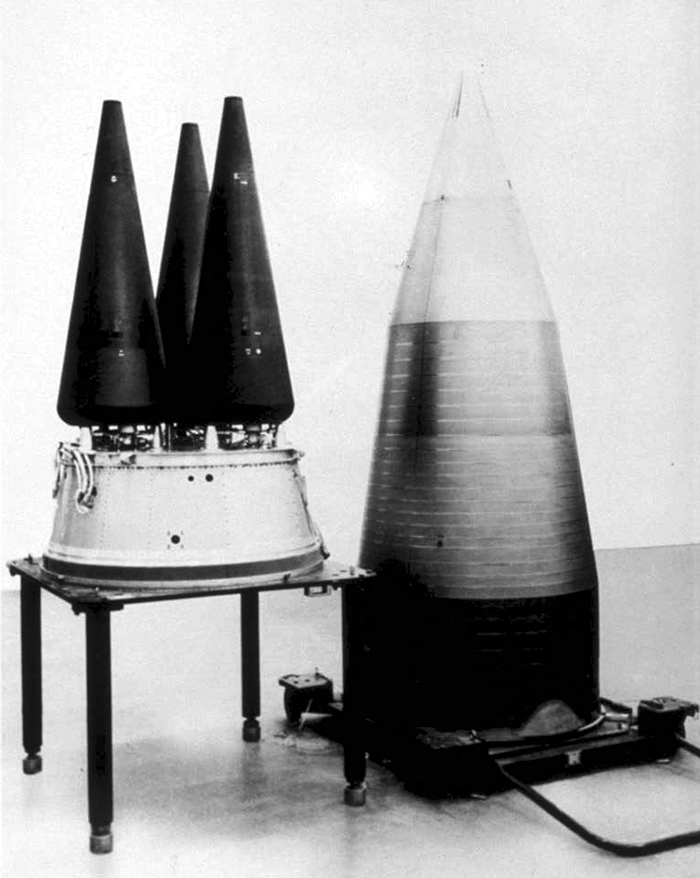
Mk 12A-MIRV-Gefechtsköpfe

Mit dem Programm Interim hard Target kill capability wurden von 1979 bis 1983 300 Minuteman III-Raketen mit neuen Gefechtsköpfen ausgerüstet. Jede dieser Raketen bekam drei neue Mk 12A-Wiedereintrittskörper mit jeweils einem W78-Nukleargefechtskopf. Dieser Gefechtskopf hat eine Sprengleistung von 335–350 kT. Mit diesen Raketen wird ein Streukreisradius (CEP) von rund 180 m erzielt. Damit können auch Ziele wie Raketensilos und unterirdische Kommandoposten bekämpft werden. Die schwereren Gefechtsköpfe reduzieren jedoch die Reichweite erheblich, so dass nicht alle möglichen Ziele in der Sowjetunion/Russland erreicht werden können.
Propulsion Replacement Program
Nachdem im Raketentreibstoff Risse festgestellt worden waren, wurden zwischen 1998 und 2009 die Raketenstufen der Minuteman III-Raketen ersetzt. Die neuen Raketenstufen enthalten eine verbesserte Treibstoffmischung, welche die Lebensdauer der Raketen verlängert. Weiter wurden auch ältere elektronische Bauteile in den Raketen sowie auf den Raketenbasen durch modernere ersetzt.
Safety Enhanced Reentry Vehicle (SERV)
Um die Vorgaben der SORT- und New-START-Verträge zu erfüllen, wurden 200 Minuteman III-Raketen auf jeweils einen einzelnen Gefechtskopf umgerüstet. Die Umrüstung wurde zwischen 2005 und 2008 durchgeführt. Dabei wurden die von der LGM-118 Peacekeeper freigewordenen Mk 21-Wiedereintrittskörper mit dem W87-Nukleargefechtskopf auf die Minuteman III-Raketen aufgesetzt. Der W87-Gefechtskopf hat eine Sprengleistung von 300 kT. Zeitgleich wurde mit dem Guidance Replacement Program ein neues Lenksystem verbaut. Dieses verwendet das NS-50A-Trägheitsnavigationssystem mit der Advanced Inertial Reference Sphere (AIRS) aus der LGM-118 sowie die voll digitale LC5400-Lenkeinheit. Weiter wurden die Raketen mit neuen Täuschkörpern ausgerüstet. Die Minuteman III-Raketen mit dem einzelnen Mk 21-Wiedereintrittskörper haben eine maximale Reichweite von rund 13.000 km und es wird ein Streukreisradius (CEP) von 120 m erzielt.

## Derivate
Nach der Aussonderung der Minuteman II wurden einige dieser Raketen zur LEM-70 Minuteman ERCS umgerüstet. Diese Raketen tragen anstelle des Gefechtskopfes das AN/DRC-8 Emergency Rocket Communications System. Dies ist ein kleiner, kurzlebiger Satellit, welcher Emergency Action Messages für den Einsatz von Kernwaffen sendet. Daneben entstanden aus ausgesonderten Minuteman-Raketen die Trägerraketen Minotaur und Conestoga. Weiter werden ausgesonderte Minuteman-Raketen von den US-Streitkräften als Zielraketen für die National Missile Defense verwendet.

## Stationierung & Einsatzkonzept

Flugverlauf einer LGM-30G Minuteman III

Die normale taktische Einheit eines Minuteman III-Wings ist die Staffel, welche aus fünf Schwärmen besteht. Jeder Schwarm besteht aus zehn Raketensilos die von einem unterirdischen Launch Control Center (LCC) gesteuert und überwacht werden. Diese sind rund um die Uhr von zwei Offizieren besetzt, die einen eingehenden Startbefehl durch das gleichzeitige Drehen von jeweils zwei Zündschaltern ausführen müssen. Ferner muss auch ein Feuerbefehl vom Launch Control Facility (LCF) der Raketenbasis gegeben werden. Die Minuteman-III werden dabei permanent in einem Status bei T-30sec gehalten, das heißt, dass sie 30 Sekunden nach einem gültigen Startbefehl das Silo verlassen können. Es besteht auch die Möglichkeit, die Raketen von einem luftgestützten Kommandoposten abzufeuern. Mit diesem Airborne Launch Control System (ALCS) soll gewährleistet werden, dass man die Raketen auch abfeuern kann, wenn das Silo den Kontakt zum LCC/LCF verloren hat. Dazu wurden anfänglich die EC-135 „Looking Glass“ und aktuell die E-6 „Mercury“ sowie E-4 „Nightwatch“ verwendet. Mit der Minuteman III-Rakete kommt das sogenannte heiße Startverfahren zur Anwendung, bei dem das Raketentriebwerk der ersten Raketenstufe bereits im Raketensilo gestartet wird. Dabei entsteht beim Raketenstart ein charakteristischer Rauchring. Nach einer Flugzeit von 39 Sekunden hat die Rakete eine Geschwindigkeit von Mach 3 und eine Höhe von 9,14 km erreicht. Nach rund 62 Sekunden ist die erste Raketenstufe ausgebrannt und wird mittels Pyrobolzen abgesprengt. Dabei zündet verzugslos die zweite Raketenstufe. Nach einer Flugzeit von rund 121 Sekunden wird die Nutzlastverkleidung abgesprengt. Die Rakete befindet sich nun in rund 96 km Höhe. Nach rund 123 Sekunden ist die zweite Raketenstufe ausgebrannt, wird abgesprengt und es zündet die dritte Raketenstufe. Mit dem Ausbrennen oder der Schubterminierung der dritten Raketenstufe wird der Wiedereintrittskörperträger abgetrennt und die Raketenstufe mit Bremsraketen abgebremst. Die Brennschlussgeschwindigkeit beträgt rund 29.030 km/h (rund Mach 23). Während der Beschleunigungsphase ermittelte die Lenkeinheit die nötigen Lenkkommandos um die Rakete auf dem vorgegebenen Kurs zu halten. Der Wiedereintrittskörperträger beschleunigt und steigt nun weiter und steuert einen bestimmten Punkt im Raum an. Dabei kann das Apogäum bis zu 1.100 km betragen. Jetzt kann der Träger die letzten Positionsänderungen vornehmen. Die Wiedereintrittskörper werden nun in einer Sequenz, bei der der Wiedereintrittskörperträger zwischendurch jeweils Kurskorrekturen durchführt, auf ihre individuellen ballistischen Flugbahnen entlassen. Dabei werden vom Träger auch Düppel oder Täuschkörper freigesetzt, die den Wiedereintrittskörpern auf ihrer ballistischen Flugbahn folgen. Die Gefechtsköpfe können in der Luft, unmittelbar über dem Boden oder bei Bodenkontakt gezündet werden.

## Unfall
Am 5. Dezember 1964 kam es zum bislang einzigen ernsthaften Unfall mit einer Minuteman-Rakete. An diesem Tag führten zwei Arbeiter Routinewartungsarbeiten an einer auf der Ellsworth Air Force Base stationierten LGM-30B Minuteman IB durch. Durch das unsachgemäß Herausziehen einer Sicherung mit einem Schraubendreher entstand ein Elektrischer Kurzschluss. Dabei explodierte eine der Bremsraketen oben auf der dritten Raketenstufe. Die Explosion trennte die Gefechtskopfsektion mitsamt des Wiedereintrittskörpers und dem Nukleargefechtskopf von der Rakete ab, woraufhin diese rund 22 m tief auf den Boden des Raketensilos fielen. Die beiden Arbeiter konnten das Raketensilo unverletzt verlassen. Nachdem verschiedene Varianten für die Bergung des Nukleargefechtskopfes durchgespielt worden waren, begab sich der Raketentechniker Bob Hicks zum Raketensilo mit der beschädigten Rakete. Hicks wurde mit einem Korbaufzug in das Raketensilo hinabgelassen. Dabei trennte Hicks mit einem Metallstab die elektrischen Verbindungen zwischen den Raketenstufen, so dass diese nicht mehr zünden konnten. Am Boden das Raketensilos angekommen konnte er den beschädigten Wiedereintrittskörper in ein Frachtnetz laden, welches dann zusammen mit Hicks aus dem Raketensilo gehoben wurde. Die Bergung des Wiedereintrittskörpers dauerte rund zwei Stunden. Bei der nachfolgenden Untersuchung des Nukleargefechtskopfes wurde festgestellt, dass alle Sicherungen zur Verhinderung einer Gefechtskopfzündung ordnungsgemäß funktioniert hatten. Der beschädigte Wiedereintrittskörper wurde mit einem LKW zur Lackland Air Force Base in San Antonio transportiert, wo er demontiert wurde. Die Kosten des Unfalls beliefen sich auf etwa 1,85 Mio. US-Dollar. Bob Hicks wurde für seinen Einsatz die Air Force Commendation Medal verliehen.

## Status

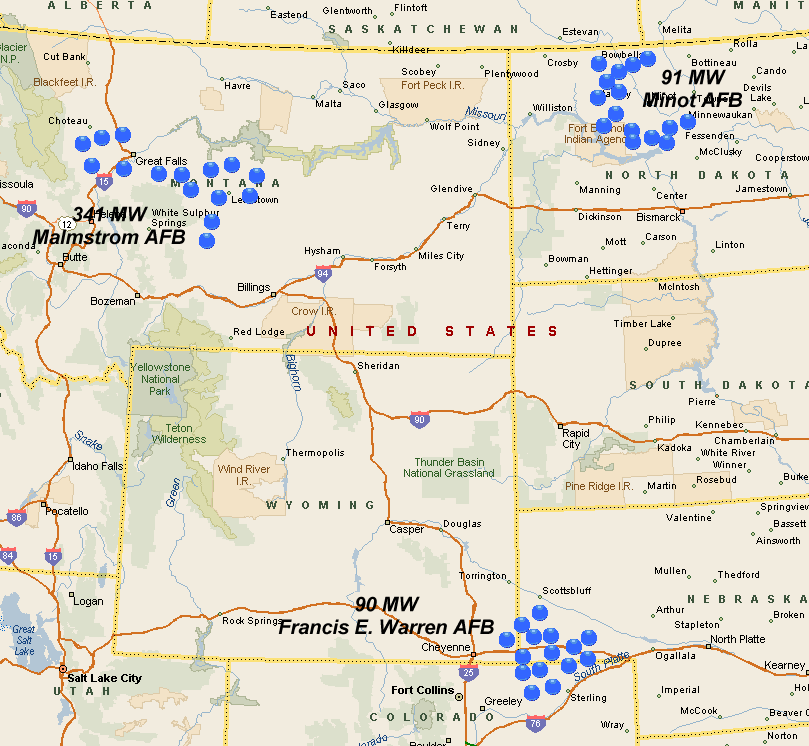
Aktive Minuteman III-Raketensilos im Jahr 2010

Anfang 2024 hatten die Atomstreitkräfte der Vereinigten Staaten 200 Minuteman III mit jeweils drei W78-Gefechtsköpfen sowie 200 Minuteman III mit jeweils einem W87-Gefechtskopf in Bereitschaft. Diese Raketen können somit 800 Nukleargefechtsköpfe zum Einsatz bringen. Die Minuteman III sind auf der Minot Air Force Base, Francis E. Warren Air Force Base sowie auf der Malmstrom Air Force Base stationiert.

## Nachfolger
Als Nachfolger ist die LGM-35 Sentinel in Entwicklung, welches die Minuteman III ab 2029 ablösen soll.